# Epicallima gerasimovi
Epicallima gerasimovi is een vlinder uit de familie sikkelmotten (Oecophoridae). De wetenschappelijke naam is voor het eerst geldig gepubliceerd in 1984 door Lvovsky.
De soort komt voor in Europa.